# Pic de Bardamina
El Pic de Bardamina és una muntanya de 3.079 m d'altitud, amb una prominència de 49 m, que es troba al massís de Pocets, província d'Osca (Aragó).